# Biddya
Biddya  (Arabisch: بديا ) is een Palestijnse plaats op de Westelijke Jordaanoever die zich bevindt in het gouvernement Salfit.